# Sunday Morning
Sunday Morning (с англ. — «Воскресное утро») — песня группы The Velvet Underground. Является первым треком дебютного альбома The Velvet Underground & Nico и также была выпущена в 1966 году в виде сингла.

## Запись
В конце 1966 года «Sunday Morning» стала последней песней, записанной для The Velvet Underground & Nico. Её попросил Том Уилсон, полагавший, что для альбома нужна ещё одна песня с ведущим вокалом Нико, которая могла бы стать успешным синглом. На последней мастер-ленте первой стороны альбома «Sunday Morning» предшествовала треку «I'm Waiting for the Man».
В ноябре 1966 года Уилсон привёл группу в Mayfair Recording Studios на Манхэттене. Песня была написана для голоса Нико Лу Ридом и Джоном Кейлом воскресным утром. Ранее группа исполняла её вживую с ведущим вокалом Нико, но когда пришло время для записи, ведущий вокал исполнил Лу Рид. Нико вместо этого спела бэк-вокал в этой песне.
Так как песня задумывалась в качестве хита с этого альбома, работа над «Sunday Morning» была более профессиональной и в ней использовалось больше прибамбасов, чем для других песен альбома. Заметное использование в песне челесты было идеей Джона Кейла, который заметил инструмент в студии и решил использовать его для песни. Он также играл на альте и фортепиано через овердаббинг, а Стерлинг Моррисон, обычно второй гитарист, играл на басу, несмотря на его неприязнь к инструменту.
По словам Рида, тему песни предложил Энди Уорхол. «Энди сказал: „Почему бы не сделать песню про паранойю?“ И я подумал, что это отличная идея, так и появилась: „Осторожно! мир у тебя за спиной, всегда есть кто-нибудь, кто следит за тобой“, — что по-моему предельная форма паранойи в том смысле, что миру не всё равно и он следит за тобой»

## Оценка критиками
Рецензент Allmusic Марк Деминг написал, что эта «мечтательная поп-песня» является единственной композицией подобного рода на альбоме.

## Участники записи
- Лу Рид — гитара, ведущий вокал
- Джон Кейл — челеста, альт, фортепиано
- Стерлинг Моррисон — бас-гитара
- Морин Такер — перкуссия
- Нико — бэк-вокал

## Кавер-версии
«Sunday Morning» была перепета различными группами, включая Rusty, Villagers, Bettie Serveert, Beck, Chris Coco & Nick Cave, Nina Hagen, James, Oh-OK, Elizabeth Cook, NY Loose, the Feelies, Orchestral Manoeuvres in the Dark, the Queers, Strawberry Switchblade, Wally Pleasant, а также Matthew Sweet & Susanna Hoffs. Японский рок-дуэт The Flare, состоящий из Sugizo и Юны Катцуки, включил кавер в свой сингл 2004 года «Uetico». Японская альтернатив-рок-группа Teenage Kissers сделала кавер и выпустила его на своём первом полноценном альбоме Virgin Field. Также песня была исполнена Belle & Sebastian во время живых выступлений.
В 2009 году североирландская панк/нью-вейв группа The Undertones перепела «Sunday Morning» для Onder Invloed, проекта голландского журналиста Маттейса ван дер Вена, в котором музыканты со всего мира исполняют свои любимые песни.
Кавер-версия в исполнении Doug Anthony All Stars была использована в эпизоде первого сезона сериала DAAS Kapital, но не вошла на DVD-диск научно-фантастического ситкома из-за «договорных причин … и потому что в первую очередь мы никогда не платили им за использование», — считает Пол Макдермотт..
Аккордовая последовательность используется в песне Крамера «Don't Come Around», которая включает лирику «I love this song» (рус. Я люблю эту песню), предположительно относящуюся к песне Velvet Underground, а не к песне Крамера.
В 2015 году песня была исполнена дуэтом Børns и Петит Меллер и была выпущена в качестве сингла.
Билли Брэгг и Кортни Барнетт исполнили песню на австралийском телевидении, на музыкальной викторине RocKwiz.
В 2016 году Ричард Барон записал свою версию песни для своего альбома Sorrows & Promises: Greenwich Village in the 1960s в дуэте с Дженни Малдаур, которая часто пела бэк-вокал у Лу Рида и Джона Кейла на их сольных работах.
В 2017 году группа Phish перепела песню в рамках тематического ночного концерта Night 3 «Bakers Dozen» в Мэдисон-сквер-гарден, посвященного пончикам Red Velvet.
В том же году Фло Морисси и Мэттью Уайт исполнили песню для своего кавер-альбома Gentlewoman, Ruby Man.